# Морське газове родовище
Морське газове родовище — належить до Азовсько-Березанської нафтогазоносної області Південного нафтогазоносногу регіону України. 

## Опис
Розташоване в північно-східній частині акваторії Азовського моря  на відстані 125 км від м. Керчі і 40 км від м. Бердянська.
Тектонічна диспозиція родовища — у північній прирозломної зоні Середньоазовського підняття (Азовського Валу). Морська складка встановлена в результаті регіональних гравіметричних, магнітометричних і сейсморозвідувальних робіт в акваторії Азовського моря. До глибокого пошукового буріння структура підготовлена по II сейсмічному горизонту в підошві майкопських відкладів у 1976 р. сейсморозвідкою МСГТ. У 1977 р. при випробуванні у свердловині №2 середньої частини майкопських відкладів (інтервал 646-675 м) отримано приплив газу 128,3 тис. м³/добу через діафрагму діаметром 16,3 мм при буферному тиску 5,06 і затрубному — 5,30 МПа. Абсолютно вільний дебіт газу сягав 256,2 тис. м³/добу.
Родовище прийняте на Державний баланс у 1977 р. Запаси остаточно не підраховувались. Початкові видобувні запаси категорій А+В+С1 — 550 млн. м³.
У геологічному розрізі Морської структури представлені карбонатні і теригенні породи нижньої і верхньої крейди, еоцену, олігоцену та неогену. 
За матеріалами буріння та сейсморозвідки МСГТ Морська складка є великим антиклінальним підняттям субширотного простягання. Розміри по ізогіпсі -700 м становлять 22х3-4 км. Північне крило структури відносно круте (кути падіння 13-18 градусів), південне — пологе. Вісь складки з заходу на схід змінює свою орієнтацію з північно-східної на субширотну. В центральній і східній частинах структури виділяються два склепіння, які оконтурюються ізогіпсою -600 м.
Продуктивна пачка представлена прошарками алевролітів та пісковиків, розділених глинами. Колектор порового типу. Поклад газу пластовий склепінний. Режим — водонапірний.
Родовище не завершене розвідкою і знаходиться в консервації. Необхідно провести його дорозвідку та промислово-дослідну експлуатацію.